# Interhome
Interhome ist eine Marke der HHD AG, ein Schweizer Touristikunternehmens mit Sitz in Glattbrugg, das Ferien im Ferienhaus und in Ferienwohnungen anbietet. Im Februar 2025 wurde der Verkauf an Hometogo bekannt, unter dem Vorbehalt der Freigabe durch die zuständigen Behörden.

## Geschichte
Das Unternehmen wurde 1965 in London durch Bruno Franzen (1942–2017) und Werner Frey unter dem Firmennamen Swiss Chalets gegründet und 1977 nach einer Fusion in Interhome umbenannt. Bekannt war die Firma auch durch den Versuch, ein papierloses Büro zu etablieren.
1984 wurde das Unternehmenslogo mit dem «Zugvogel» eingeführt, das seit 2008 auch als Erkennungszeichen dient. Seit 1999 sind Onlinebuchungen möglich. 2009 lag der Anteil der Onlinebuchungen bei rund 60 Prozent. 2011 gab Hotelplan die Übernahme des deutschen Marktführers Inter Chalet Ferienhaus per 1. November 2013 bekannt. 2015 feierte Interhome ihr 50-jähriges Bestehen. Im selben Jahr belegte der Firmensitz in der Schweiz den 6. Platz bei den "Swiss Arbeitgeber Awards" in der Kategorie 50–99 Mitarbeiter.
Mittlerweile können Buchungen auch über Plattformen wie Booking und Airbnb vorgenommen werden.
Im Februar 2025 wurde der Verkauf an Hometogo bekannt, unter dem Vorbehalt der Freigabe durch die zuständigen Behörden.

## Angebot
Das Portfolio von Interhome umfasst rund 40.000 Ferienhäuser und -wohnungen in über 20 Ländern. Der Ferienhaus-Spezialist bietet vermietenden Eigentümerinnen und Eigentümern sowie Gästen ein umfassendes "Rundum-Sorglos-Paket". Ermöglicht wird dies durch über 120 lokale Interhome-Servicebüros und ein europaweites Partnernetzwerk vor Ort. Von der internationalen Vermarktung und Distribution bis zu Service- und Instandhaltungsarbeiten an der Ferienimmobilie bietet der Ferienhaus-Spezialist maßgeschneiderte Dienstleistungen und ermöglicht den Vermietenden eine optimale Auslastung und Rendite. Interhome generierte im Jahr 2024 9,4 Mio. Übernachtungen und einen Umsatz von CHF 390 Mio. Interhome ist Teil der Hotelplan-Gruppe mit Sitz in Glattbrugg (CH). 